# 上海证大房地产
上海証大房地產有限公司（港交所：00755）簡稱上海証大房地产或証大房产或上海証大是一家中國的房地產開發公司。上海証大房地產主要業務是在上海發展住宅及商業物業。
2002年，上海証大房地產於在香港上市。上海証大房地产曾是戴志康家族旗下的上海証大集團房地產業務的旗艦公司，但戴志康及其女兒已出售証大房产的控股權。上海証大集團沒有證記成法人，戴志康、戴陌草和戴志祥現仍擁有上海証大投资发展股份有限公司。

## 歷史
2010年1月，復地集團旗下全資附屬公司中合置業有限公司以每股0.31港元增持証大房產發行的的15.5億股新股。交易完成後，復地集團持有的証大房產股價升至19.68%。其後，証大房產旗下的上海証大置業以92.2億元人民幣投得上海外灘國際金融服務中心地皮。 4月，証大房產與復地集團、綠城中國及基金公司磐石合組公司發展上海外灘國際金融服務中心地皮。2011年11月，証大房產減持上海外灘國際金融服務中心發展項目的權益至35%。1個月後，証大房產把項目餘下的35%權益售予SOHO中國。
2012年6月26日証大房產未來3至5年將在上海、青島、南通等一、二線城市大舉興建15個「大拇指」城市綜合體項目，總投資達300億元。
2013年11月5日上海証大房地產同意斥資10.61億南非蘭特（約8.38億港元）從AECI手上收購南非物業資產。收購資產包括不動產，即南非約翰內斯堡Modderfontein地區若干物業資產，包括面積約1,600公頃的多幅地塊及樓宇以及Heartland資產。而Modderfontein位於通往OR Tambo國際機場及約翰內斯堡的商業中心區主要線路上。
2015年1月27日深夜，上海证大发布公告宣布，其控股股东、董事会主席兼执行董事戴志康已与一名买方签订协议，以12.51亿港元的价格出售42.03%的股权。2015年2月，中國東方資產管理（简称东方资产）旗下的投資基金东方藏山 Greater China Special Situations Fund向証大房產控股股東、執行董事及主席戴志康、其女兒戴陌草及股東蔣蔚婷收購証大房產合共約74.43億股，佔公司股權50.03%，總代價約14.88億港元。 2015年年底該基金控股48.16%上証大房產。
2016年1月，証大房產公告称，控股股东东方藏山将手中所持有的証大房產29.99%股份以0.26港元的单价转让给冉盛置业及其一致行动人士(中青旅置業（北京）有限公司)，冉盛置业同意支付金额为5000万元人民币订金。 同年7月証大房產宣佈延長完成交易期限。
2016年12月3日，上海证大(00755)发布公告，该公司全资附属Zendai SA(卖方)与JR 209 Investments Proprietary Limited South Africa / M-T Development pty.,Ltd SA (买方)订立买卖协议，据此，买方同意收购卖方的待售资产，代价约为10亿港元。公告显示，待售资产包括待售股份及待售贷款9.67亿港元。待售股份指证大资本、证大发展及证大投资的全部已发行股本，总代价1.66港元。出售事项所得款项净额约9.63亿港元当中约3.85亿港元用作偿还银行贷款，约3.85亿港元用作支付该集团现有物业发展项目建筑成本，以及约1.93亿港元用作该集团一般营运资金。全部交易在2017年7月份完成，至此上海证大地产完全撤出南非市场。

## 外部連結
- 上海証大房地產有限公司官方網站